# Frank the Baptist
Frank the Baptist est un groupe américain de rock, originaire de San Diego, en Californie.

## Histoire
Frank the Baptist est dirigé par le leader Frank Vollmann, qui comprend actuellement également Gerrit Hassler (guitare), Julio Cardador (basse) et Salomon Bosse (batterie). Le groupe est formé à San Diego en 1997 et acquiert une notoriété sur la scène death rock californienne. Après avoir déjà auto-publié deux EP en 1999 et 2000, le nouveau label autrichien Strobelight Records prend connaissance d'elle. Le premier album officiel, Different Degrees of Empty, y sort en 2003. Il reçoit de bonnes critiques. Thomas Thyssen décrit le disque dans le magazine Sonic Seducer comme un « disque de marteau ».
Le deuxième album Beggars Would Ride suit en 2004. À cette occasion, le groupe entreprend sa première tournée européenne. En mai 2005, le groupe joue au festival de musique Wave-Gotik-Treffen.
Frank Vollmann s'installe à Berlin en 2006, où il fait équipe avec Fez Wrecker (Bonniwell Music Machine, The Fuzztones) et Benn Ra (Hatesex, Diva Destruction), qui avaient tous deux déjà travaillé sur le projet Frank the Baptist en 1997-1998. Les Berliner Phanthomas complètent le nouveau line-up en tant que batteur, qui donne son premier concert à Die Villa de Leipzig en 2006. En novembre 2006, le groupe enregistre son troisième album The New Colossus au Studio Wong à Berlin-Kreuzberg, sorti en 2007,. Depuis 2008, Justin Stephens (en remplacement de Benn Ra) est le bassiste du groupe.
Après d'autres changements dans le line-up et six ans sans sortie, le LP As the Camp Burns sort le 20 avril 2015 avec onze nouvelles chansons qui, contrairement aux albums précédents, contiennent plus d'éléments rock. En 2024, le groupe rejoint Me and That Man en tournée.
Frank the Baptist joue avec des groupes tels que Chameleons Vox, In Extremo et Clan of Xymox. Ils contribuent à diverses compilations telles que Pagan Love Songs 1-3 et New Dark Age 1-4.

## Style musical
Leur son éclectique contient des éléments de musique psychédélique, de rock 'n' roll et de grunge, d'Americana et de gothique, ainsi que de batcave et de glam rock.

## Discographie

### Albums studio
- 2003 : Different Degrees of Empty (Strobelight Records)
- 2004 : Beggars Would Ride (Strobelight Records)
- 2007 : The New Colossus (Strobelight Records)
- 2015 : As the Camp Burns (Membrane Records)
- 2019 : Road Omen (Alice In...)

### EP
- 1999 : Frank the Baptist
- 2000 : Lighthouse Libretto
- 2018 : Angry Kids of Jealous Gods